# Mastigophorus evadnealis
Mastigophorus evadnealis är en fjärilsart som beskrevs av William Schaus 1913. Mastigophorus evadnealis ingår i släktet Mastigophorus och familjen nattflyn. Inga underarter finns listade i Catalogue of Life.